# Dur Baba (huyện)
Dur Baba là một huyện thuộc tỉnh Nangarhar, Afghanistan. Dân số thời điểm năm 1999 là 25,573 người.